# Ring Bündischer Jugend
Der Ring Bündischer Jugend (RBJ) war ein zwischen 1958 und 1976 bestehender Jugendverband in Hamburg mit bis zu 1000 Mitgliedern.

## Geschichte
Der Ring Bündischer Jugend entstand im Mai 1958 auf dem Rehberg bei Marxen in der Lüneburger Heide durch den Zusammenschluss mehrerer Hamburger Gruppen der Jugendbewegung und wurde in den 1960er Jahren Mitglied im nach dem Meißner-Lager 1963 gegründeten Ring junger Bünde.
1970 ging die Arbeitsgemeinschaft freier Jugendverbände aus dem Ring hervor.
1972, nach dem Austritt aus dem Ring junger Bünde, gründete der RBJ gemeinsam mit dem Bund Deutscher PfadfinderInnen den Bund Demokratischer Jugend (BDJ), der 1973 gemeinsam mit dem Ring deutscher Pfadfinderverbände in den Deutschen Bundesjugendring aufgenommen wurde.
Die frühere Zeitschrift RBJ-Kommunikation wurde mit der Ausgabe für September und Oktober 1974 umbenannt in Kämpfende Jugend und gemeinsam herausgegeben.
Beide Mitglieder des BDJ zerstritten sich nach wenigen Jahren aber bereits wieder, vor allem weil der Ring Bündischer Jugend zunehmend linksradikale Tendenzen aufwies und in Kontakt mit dem Kommunistischen Bund geriet.
So wurde dem RBJ 1974 vom Hamburger Senat die Förderungswürdigkeit entzogen, mit der Begründung gegen die freiheitliche demokratische Grundordnung zu verstoßen.
1976 schied der Ring Bündischer Jugend schließlich aus dem BDJ aus, der BDP führte weiterhin den Namen Bund Deutscher Pfadfinder im Bund Demokratischer Jugend. Im gleichen Jahr wurde der RBJ Gründungsmitglied im Landesjugendring Hamburg und löste sich dann auf.